# Walter Mondale
Walter Frederick Mondale, detto Fritz (Ceylon, 5 gennaio 1928 – Minneapolis, 19 aprile 2021) è stato un politico e diplomatico statunitense, membro del Partito Democratico e vicepresidente degli Stati Uniti dal 1977 al 1981 durante la presidenza di Jimmy Carter.
Protetto di Hubert Humphrey, vinse il seggio al Senato quando quest'ultimo divenne vicepresidente sotto Lyndon B. Johnson. Ha rifiutato la nomina a vicepresidente per la prima volta nel 1972 prima di accettarla nel 1976. Eletto insieme a Jimmy Carter, è stato il primo vicepresidente a completare il suo mandato dai tempi di Humphrey, dopo le turbolenze della presidenza di Richard Nixon.
Walter Mondale era il candidato democratico di fronte al presidente in carica Ronald Reagan nelle elezioni presidenziali del 1984, ma fu pesantemente sconfitto, vincendo solo nel suo Stato, il Minnesota, e nel Distretto di Columbia.

## Biografia
Walter Frederick Mondale nacque il 5 gennaio 1928 a Ceylon, Minnesota, da Theodore Sigvaard Mondale, un ministro metodista, e Claribel Hope (nata Cowan), un'insegnante di musica part-time. Il fratellastro di Walter, Lester Mondale, divenne un ministro unitario. Mondale ha anche due fratelli, Clarence, noto come Pete (1926-2014), e William, noto come Mort. I suoi nonni paterni erano immigrati norvegesi, con qualche lontana ascendenza tedesca. Il nonno paterno di Mondale, Frederik Mundal, era emigrato dalla Norvegia con la sua famiglia nel 1856, stabilendosi infine nel Minnesota meridionale nel 1864. Il cognome Mondale deriva da quello di Mundal, una valle e una città nella regione di Fjærland in Norvegia. Sua madre nacque in Iowa, figlia di un padre immigrato, Robert Cowan, nato a Seaforth, Ontario; era di discendenza scozzese e inglese. 
Nella sua giovinezza, la famiglia di Mondale pensava che i nomi "Walter" e "Frederick" fossero troppo forzati per un ragazzo, così lo chiamarono "Fritz", una forma diminutiva comune tedesca e scandinava di Friedrich o Frederick. A causa della Grande Depressione, Mondale crebbe in povertà. La sua famiglia si trasferì da Ceylon a Heron Lake nel 1934 e a Elmore nel 1937. Durante la sua giovinezza, Mondale fu fortemente influenzato dalle convinzioni religiose di suo padre, incluso il sostegno al movimento per i diritti civili. Nel 1948, suo padre morì di ictus. Mondale frequentò le scuole pubbliche e poi il Macalester College per due anni prima di trasferirsi all'Università del Minnesota, dove si laureò cum laude con una laurea in scienze politiche nel 1951.
Non riuscendo a pagare la retta universitaria di giurisprudenza, Mondale si arruola nell'US Army, prestando nella terza divisione artiglieria a Fort Knox, Kentucky, fino ad essere congedato nel 1953 con il ruolo di caporale. Successivamente, Mondale si laurea magna cum laude nel 1956 in giurisprudenza all'Università del Minnesota con l'aiuto della legge "Gl Bill" e per alcuni serve come assistente legale al giudice della Corte Suprema del Minnesota Thomas F. Gallagher.

### Primi passi in politica
I primi passi di Mondale in politica risalgono al 1948, quando si iscrive al Partito Democratico Partito Democratico-Contadino-Laburista del Minnesota (DFL), lavorando per la campagna al Senato di Hubert Humphrey, affidando a Mondale il 2° distretto, da sempre repubblicano, che tuttavia Mondale riesce a far vincere a Humphrey. Dopo aver lavorato con Humphrey, Mondale ha continuato a lavorare su diverse campagne per Orville Freeman. Mondale ha lavorato sulla campagna fallita di Freeman del 1952 per la carica di governatore, così come sulla sua campagna di successo nel 1954 e sulla sua campagna di rielezione del 1958. 
Nel 1960, il Governatore del Minnesota Orville Freeman nomina Mondale come procuratore generale del Minnesota nel gabinetto governatoriale.

### Senatore per il Minnesota (1964-1976)
Il 30 dicembre 1964, il Governatore del Minnesota Karl Rolvaag nomina Walter Mondale Senatore degli Stati Uniti d'America per lo Stato del Minnesota dopo le dimissioni a causa dell'elezione a Vicepresidente degli Stati Uniti d'America di Hubert Humphrey. Mondale viene eletto nel 1966 con il 53,9% dei voti contro il repubblicano Robert A. Forsythe, fermo al 45,2%. anche nel 1972, quando Richard Nixon nella corsa a Presidente degli Stati Uniti d'America vince il natale Minnesota, Mondale viene rieletto con il 57% dei voti.

### Vicepresidente degli Stati Uniti d'America (1977-1981)
Il 2 novembre 1976, Walter Mondale viene eletto Vicepresidente degli Stati Uniti d'America e Jimmy Carter viene eletto Presidente degli Stati Uniti d'America, sconfiggendo il ticket Ford-Dole.

Il Vicepresidente degli Stati Uniti d'America Mondale dialoga con il Presidente degli Stati Uniti d'America Jimmy Carter il 4 gennaio 1979.

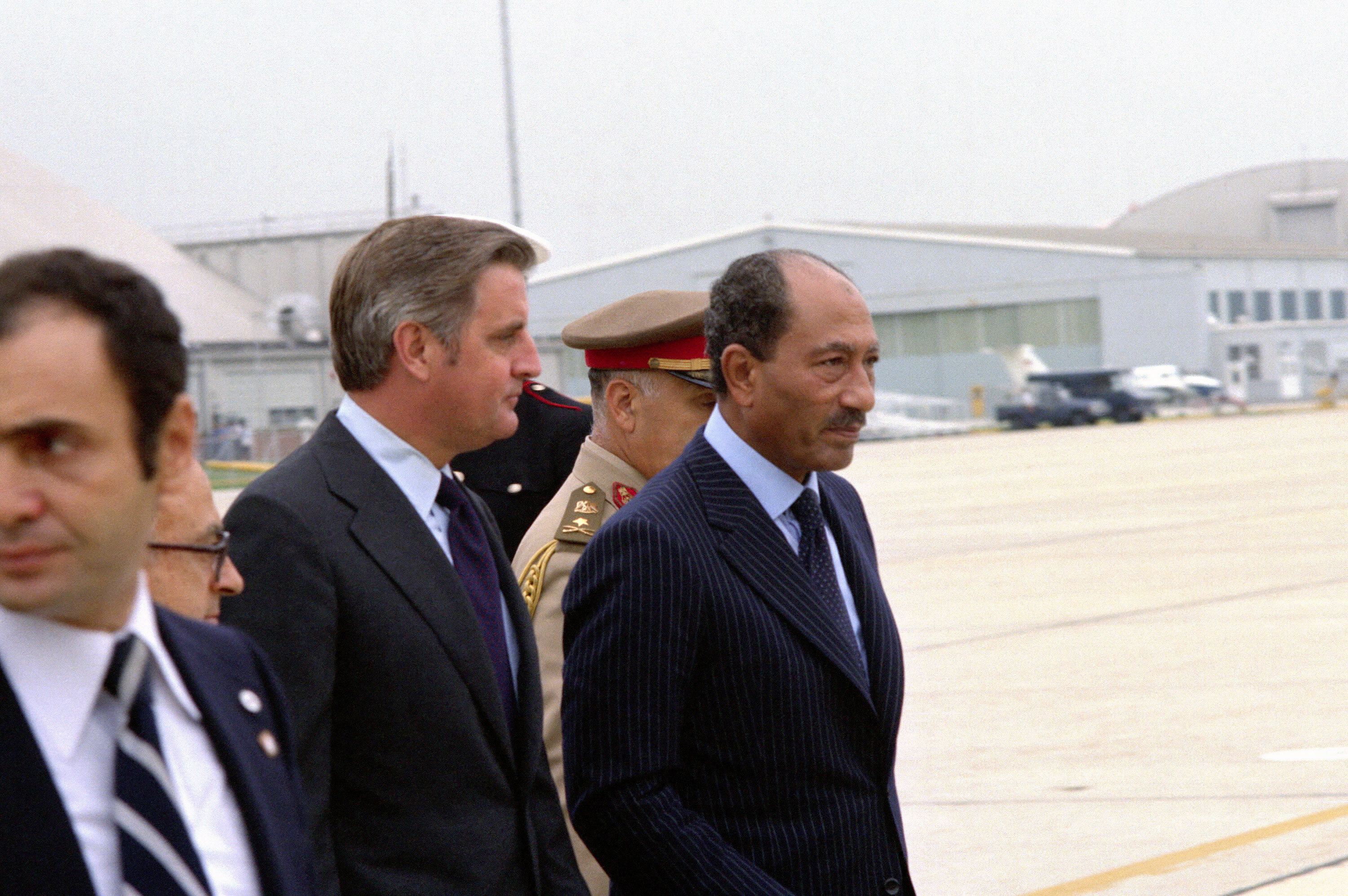
Il Vicepresidente degli Stati Uniti d'America Walter Mondale accoglie il Presidente dell'Egitto Anwar al-Sadat. Washington D.C., 2 marzo 1978.

Mondale assume formalmente le sue funzioni il 20 gennaio 1977. Mondale viaggia molto in tutta la nazione e nel mondo sostenendo la politica estera dell'amministrazione. I suoi viaggi includono anche una visita alla USS Midway (CV-41), che era di stanza all'epoca nell'Oceano Indiano, durante la crisi degli ostaggi in Iran. Mondale fu il primo Vicepresidente ad avere un ufficio alla Casa Bianca e stabilì il concetto di "vicepresidente attivo". Inaugura la tradizione dei pranzi settimanali con il Presidente, che continua ancora oggi. Ancora più importante, espande il ruolo del Vicepresidente da figura di spicco a consigliere presidenziale, partecipante a tempo pieno e risolutore di problemi per l'amministrazione. I vicepresidenti successivi hanno seguito questo modello. Nel 1979, la Twin Cities Public Television produsse un documentario sul suo viaggio in Norvegia, intitolato Walter Mondale: There's a Fjord in Your Past , un gioco di parole sul noto slogan pubblicitario "There's a Ford in Your Future". 
Il 4 novembre 1977 Mondale ha espresso un voto decisivo al Senato, consentendo l'approvazione del disegno di legge sul finanziamento della previdenza sociale. Tra i momenti salienti della sua vicepresidenza ci furono l'organizzazione e l'apertura delle Olimpiadi invernali di Lake Placid. Nelle elezioni presidenziali del 1980 la coppia Carter-Mondale si ripropone chiedendo un nuovo mandato agli elettori, ma raccoglie solo il 41% dei consensi contro il popolarissimo candidato del Partito Repubblicano Ronald Reagan.

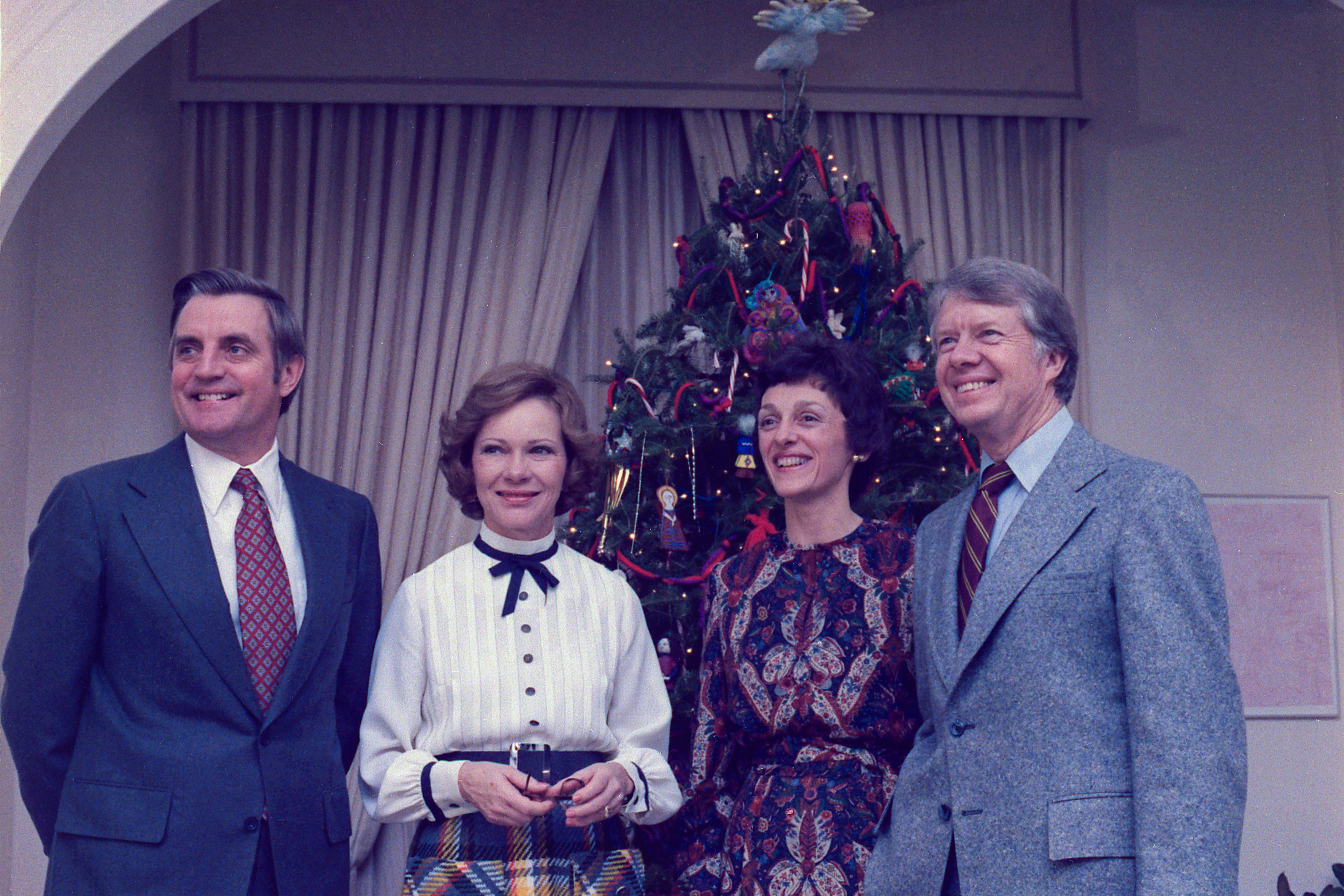
il Vicepresidente degli Stati Uniti d'America Walter Mondale con la moglie e Second lady Joan Mondale e il Presidente degli Stati Uniti d'America Jimmy Carter con la moglie e First lady Rosalynn Carter inaugurano il nuovo albero di natale per il periodo natalizio. 18 dicembre 1977.

Carter e Mondale sono stati il team post-presidenziale più longevo nella storia americana. Il 23 maggio 2006, erano stati fuori carica per 9.254 giorni (25 anni, 4 mesi e 3 giorni), superando il precedente record stabilito dal Presidente John Adams e dal Vicepresidente Thomas Jefferson, entrambi morti il 4 luglio 1826. L'8 settembre 2012, Carter ha superato Herbert Hoover come presidente con il più lungo ritiro dalla carica. Il 23 aprile 2014, Mondale ha superato Richard Nixon come Vicepresidente con il più lungo ritiro dalla carica con 12.146 giorni (33 anni, 3 mesi e 3 giorni). Al momento della sua morte, Mondale era il Vicepresidente statunitense più anziano in vita e Carter era il più anziano Presidente statunitense in vita.

### Candidatura a Presidente degli Stati Uniti d'America (1984)

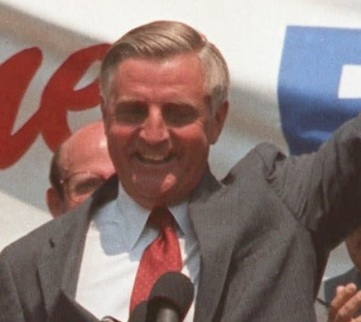
Walter Mondale, candidato Presidente degli Stati Uniti d'America per il Partito Democratico, in campagna elettorale in Pennsylvania nel 1984.

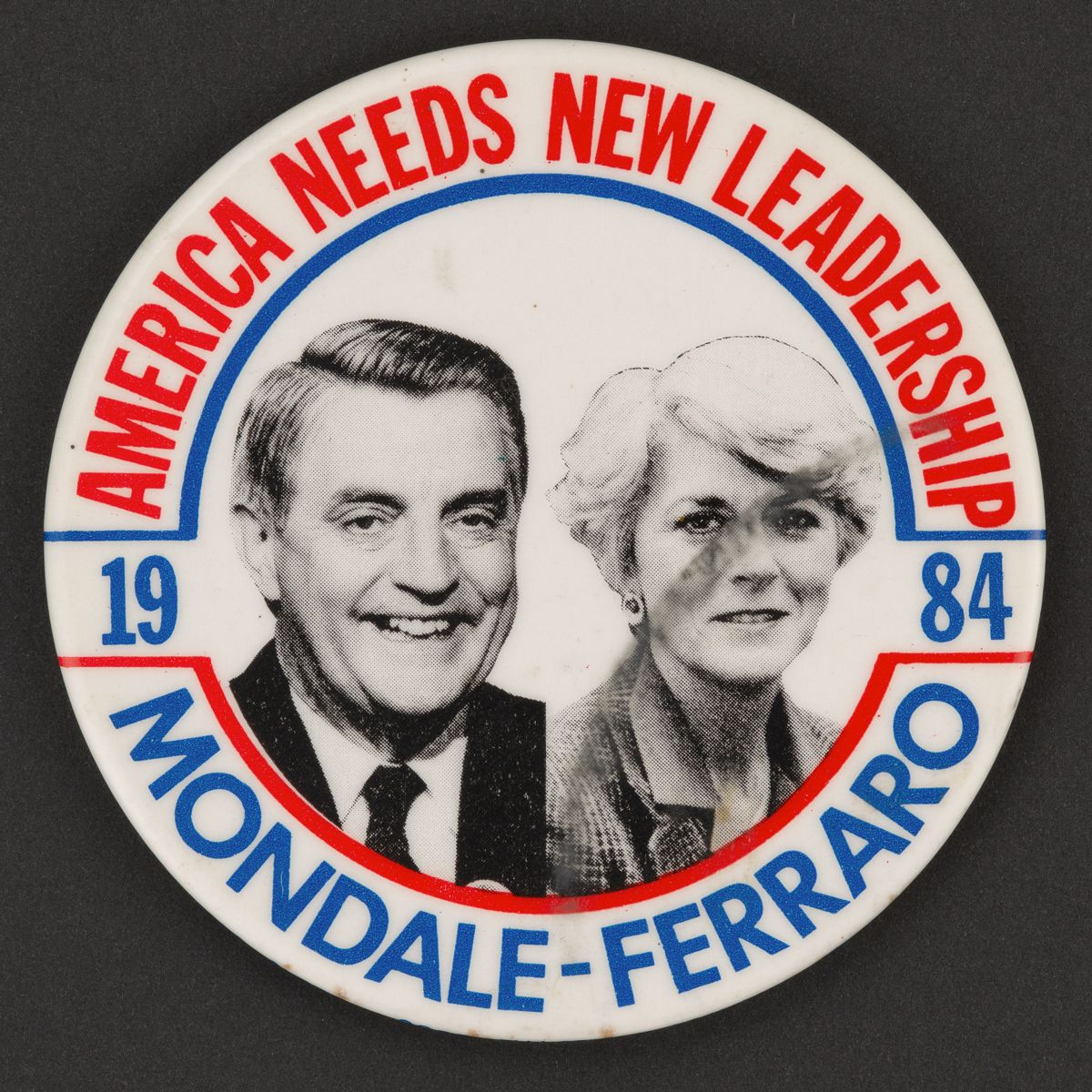
Una spilla elettorale del ticket Mondale-Ferraro per le elezioni presidenziali del 1984.

Nel 1984 "Fritz" Mondale prende le redini del partito sfidando Ronald Reagan alle elezioni presidenziali dello stesso anno. Queste elezioni furono però un vero disastro per i democratici: la coppia Reagan-Bush annichilì la concorrenza, vincendo in tutti gli Stati tranne la capitale Washington D.C e il Minnesota (stato di provenienza di Mondale, dove per di più Mondale vinse per un misero 0,2%, rischiando di perdere anche in terra natia). Mondale aveva scelto come candidata Vicepresidente la rappresentante dello Stato di New York Geraldine Ferraro, facendo la storia come primo candidato Presidente degli Stati Uniti d'America ad includere una donna nel ticket presidenziale e primo ad includere un ticket con un candidato italoamericano.

### Ambasciatore in Giappone e carriera successiva (1993-2021)

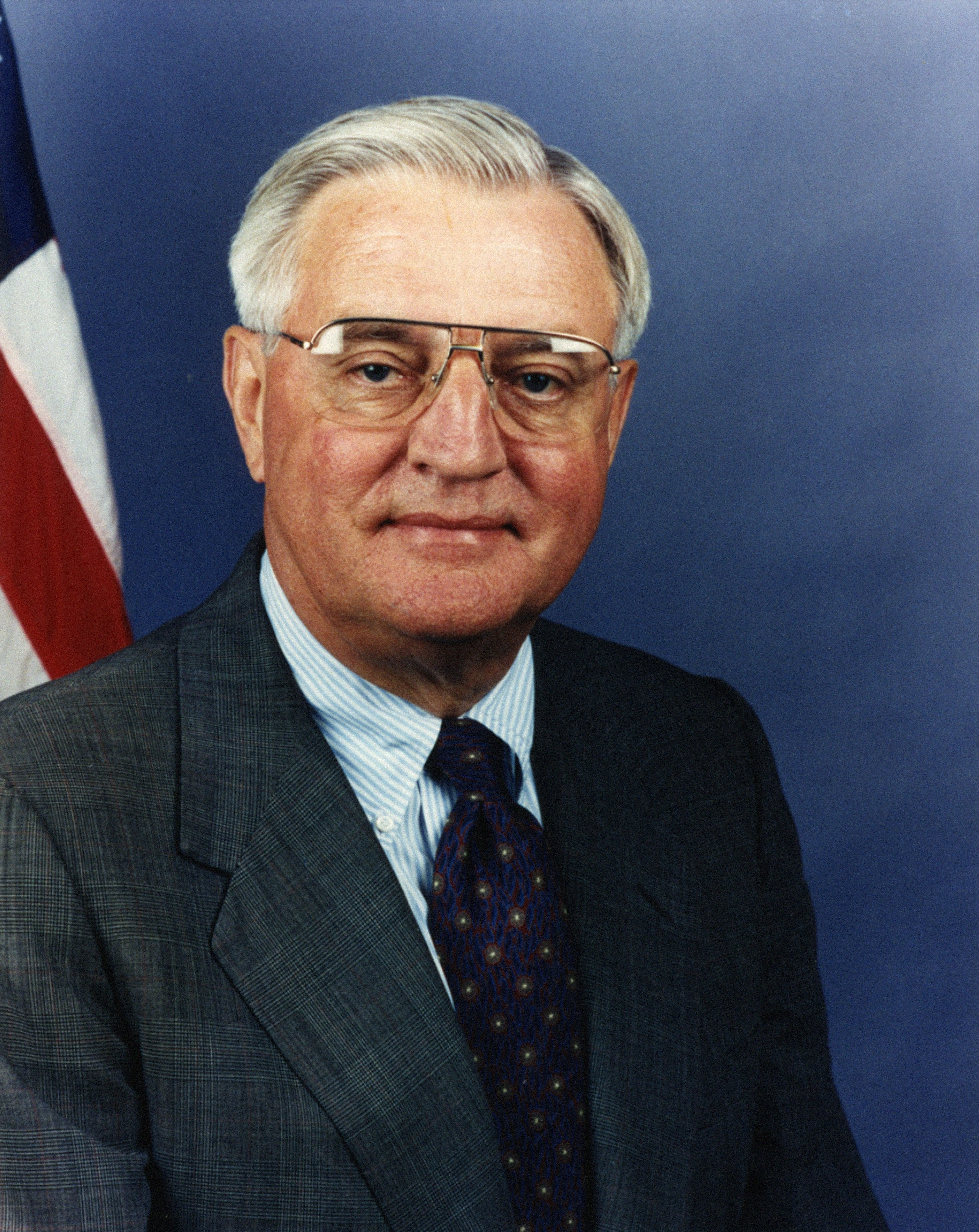
Ritratto ufficiale di Walter Mondale come ambasciatore degli Stati Uniti d'America in Giappone. 1993

Nel 1993 Bill Clinton lo nomina ambasciatore in Giappone, carica che manterrà fino al 1997. 
Nel 2002, dopo la morte del senatore del Minnesota Paul Wellstone, Mondale si candida come senatore del collegio del proprio Stato, ma viene sconfitto dal rappresentante dei repubblicani Norm Coleman con uno scarto di due punti percentuali.

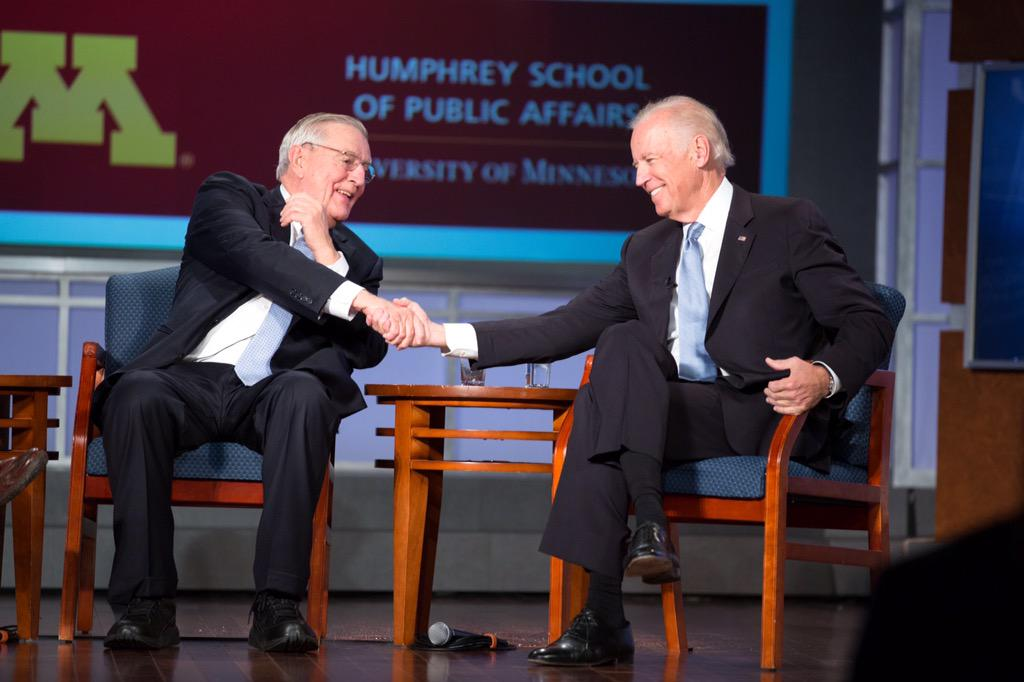
Walter Mondale stringe la mano al Vicepresidente degli Stati Uniti d'America e futuro Presidente Joe Biden. 20 ottobre 2015.

Nel 2004, Mondale divenne co-presidente del comitato bipartisan Right to Counsel Committee del Constitution Project. Appoggiò la senatrice Hillary Clinton per la presidenza nel 2008. Il 3 giugno 2008, dopo le finali primarie, Mondale appoggiò il senatore Barack Obama, che aveva ottenuto la nomination la sera prima e vinto la presidenza. 
Dopo le elezioni presidenziali del 2004 e le elezioni parlamentari del 2006, Mondale compare nel documentario Al Franken: God Spoke mentre parla con Al Franken della possibilità che quest'ultimo si candidasse contro Coleman per il Senato degli Stati Uniti d'America nel 2008. Nel film, Mondale incoraggia Franken a candidarsi, ma lo mette in guardia, dicendo che gli alleati di Coleman e il Partito Repubblicano avrebbero cercato qualsiasi cosa potessero usare contro di lui. Alla fine Al Franken si è candidato e ha vinto le elezioni del Senato del 2008 con 312 voti, con Norm Coleman che ha contestato i risultati delle elezioni fino al 30 giugno 2009. Mondale e la senatrice Amy Klobuchar erano con Franken nella stanza del Senato quando Franken ha prestato giuramento il 7 luglio 2009. 
Mondale è poi nuovamente comparso con la senatrice Klobuchar quando Tina Smith prestò giuramento il 3 gennaio 2018. Appoggiò Amy Klobuchar per la presidenza nel febbraio 2019. 

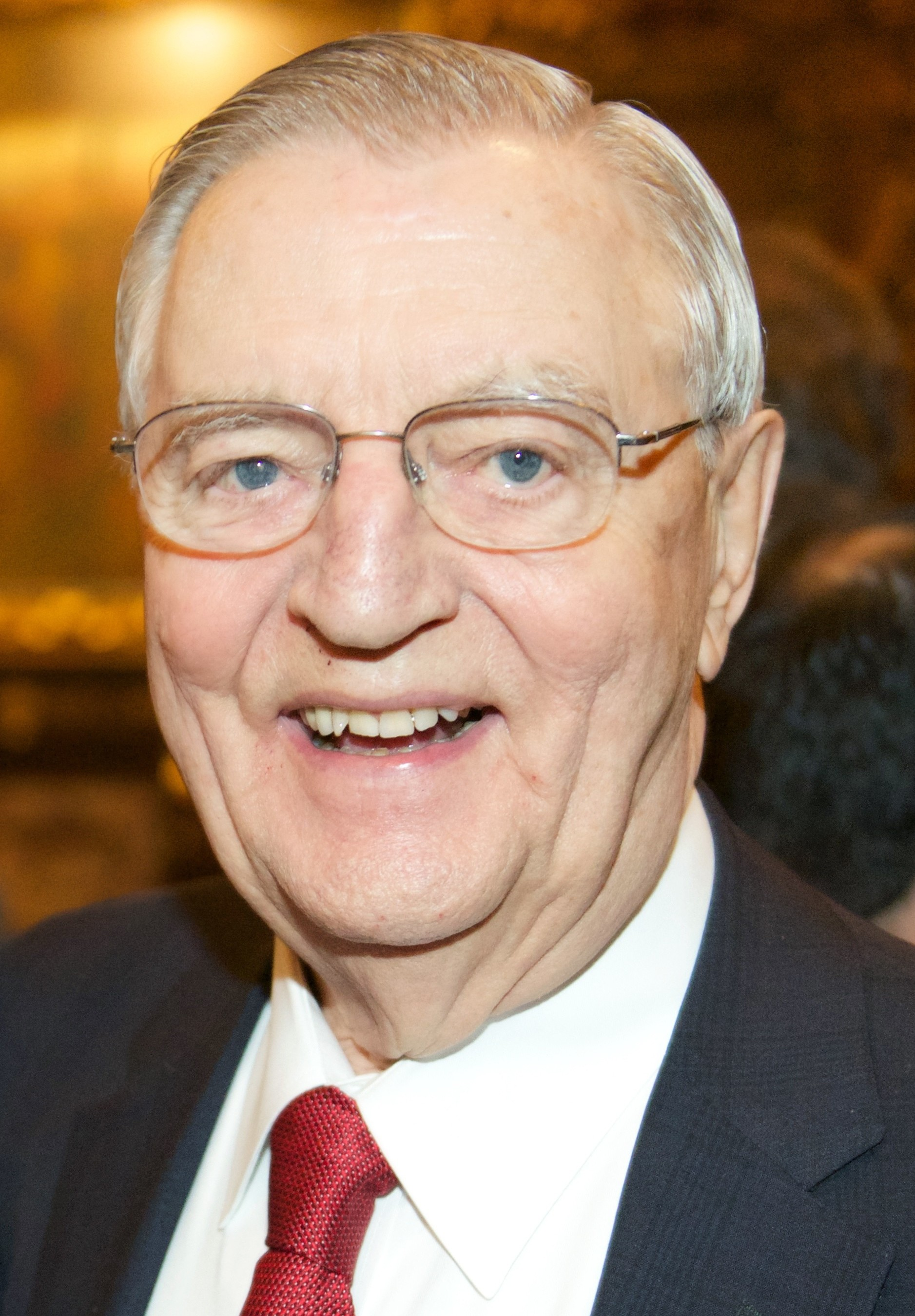
Walter Mondale a Saint Paul per ascoltare il discorso del Governatore del Minnesota Mark Dayton, 30 aprile 2014.

## Mondale nei media
- Compare nella serie animata I Simpson nella puntata Un clown va a Washington come custode del Parlamento, dove da bravo conoscitore degli intrallazzi di governo, aiuterà Krusty il Clown "a far approvare una legge in 3 ore". Viene citato anche nella puntata 6x16 Bart contro l'Australia e nella puntata 9x08 La prima parola di Lisa.
- La seconda stagione della serie TV Stranger Things è ambientata nel novembre 1984, proprio a ridosso delle elezioni presidenziali. Nel quinto episodio, Dig Dug, compare di fronte a casa di Dustin Henderson, uno dei protagonisti, un cartello che sostiene la campagna di Mondale e Geraldine Ferraro.
- Viene citato nel 5º episodio della seconda serie televisiva Billions.
- Viene citato nel 2º episodio della seconda stagione di Futurama.
- Viene citato nel 13º episodio della quarta stagione della serie TV The O.C., in un flashback del primo incontro tra Kirsten e Sandy Cohen, quest'ultimo distribuisce volantini e spille a sostegno di Mondale e Ferraro.